# Liriomyza watti
Liriomyza watti este o specie de muște din genul Liriomyza, familia Agromyzidae, descrisă de Spencer în anul 1976. Conform Catalogue of Life specia Liriomyza watti nu are subspecii cunoscute.